# Аральская впадина
Аральская впадина — тектоническая структура, состоящая из котловины озера Арал и прилегающих к ней с севера, востока и юго-востока мезозойско-кайнозойских отложений; в геоморфологическом отношении — продолжение северного Кызылкума. Входит в состав Туранской плиты. Площадь около 350 тысяч км². 
Аральская впадина ограничена с севера южной окраиной Тургайской впадины, с востока — возвышенностью Аккыркакум, с юга — Амудариинской мегаантиклиналью. На юго-востоке Бозкульская возвышенность делит Аральскую впадину на Восточно-Аральскую и Тажиказганскую котловины. Основание — отложения верхнего палеозоя и триаса, перекрытые толщей мезозойских и кайнозойских пород (глины, мергели, пески, известняки) мощностью 1800—2000 метров. В меловых и юрских отложениях находятся залежи нефти и газа, в палеозойских — бурого угля, железных руд, а также большие запасы подземных вод.